# زهور و ملاده ووژیتسه
زهور و ملاده ووژیتسه (به چکی: Zhoř u Mladé Vožice) یک منطقهٔ مسکونی در جمهوری چک است که در شهرستان تابور واقع شده‌است. زهور و ملاده ووژیتسه ۳٫۱۶ کیلومتر مربع مساحت و ۹۰ نفر جمعیت دارد و ۴۶۶ متر بالاتر از سطح دریا واقع شده‌است.